# دیوید اسکس
دیوید اسکس (متولد دیوید آلبرت کوک ؛۲۱تیر ۱۳۲۶) یک خواننده، ترانه‌سرا و بازیگر انگلیسی است. از دهه ۱۹۷۰، او ۱۹ آلبوم برتر ۴۰ در بریتانیا (شامل دو آهنگ شماره یک) و ۱۶ آلبوم برتر ۴۰ را به دست آورده‌است. در سطح بین‌المللی، اسکس با تک‌آهنگ «راک آن» در سال ۱۳۵۲ بیشترین موفقیت را داشت. او همچنین فعالیت گسترده‌ای به عنوان بازیگر داشته‌است.

## زندگی و حرفه

### اوایل زندگی
اسکس (ا که در لندن در ۱۲ فروردین ۱۳۴۴) به دنیا آمد. پدرش آلبرت یک بارانداز و مادرش اولیو (نام خانوادگی کمپ) پیانیست خودآموخته و مسافر ایرلندی بود. پدربزرگش، توماس کمپ، ملقب به «فیلیمور» بود که نسخه انگلیسی «فیلی مور» بود – ایرلندی بودن «فیلی بزرگ». اسکس دو ساله بود که پدر و مادرش از خانه شلوغی که خانواده با اقوامش زندگی می‌کردند، به شهر کنینگ که در آن بزرگ شد نقل مکان کردند.

### در آغاز کار
او اولین آلبوم خود را با عنوان «و اشک‌ها فرو ریختند» برای لیبل فونتانا در سال ۱۳۵۲ ساخت. او سپس با گروهی به نام «دیوید اسکس و نیلی خلقی» به مدت دو سال تور برگزار کرد و هفت تک آهنگ دیگر را در ۱۳۳۹ منتشر کرد. او همچنین دو آهنگ «یک گل رز» و «لئون و جان و بیلی و من» را ضبط کرد که هنوز منتشر نشده‌است، اما به صورت استات وجود دارد. اولین نقش قابل توجه او در نقش بازیگری، جدای از حضور کوچک در فیلم حمله نقش اول در نمایش موزیکال طلسم خدا در سال ۱۳۵۰ در سن ۲۳ سالگی بود.

### موسیقی
۱۰ آذر ۱۳۵۲، اسکس در نقش تامی در تئاتر رنگین کمان لندن ظاهر شد.
در سال ۱۳۵۷، او در نسخه موزیک ویدیو جنگ جهانیان در نقش توپخانه دار ظاهر شد. در بریتانیا مجموعه دو رکورد پرفروش را داشته
در همان سال، در تولید موزیک ویدیو تیم رایس و اندرو لوید بازی کرد، وبه رتبه ۳ رسید. اسکس به‌عنوان شناخته‌شده‌ترین بازیگر اصلی، در واقع بالاتر از الین پیج که ظاهراً یک شبه با بازیگری در نمایش به دست آمد، بالاترین دست مزد را دریافت کرد. قرارداد وی مستلزم آن بود که فقط پنج ماه و نیم در این برنامه بماند که در طی آن، به‌طور غیرعادی و همان‌طور که اسکس پیش‌بینی کرده بود، نایجل پلنر، شاگرد او هرگز مجبور به اجرا نشد.

## دیسکوگرافی
- راک در (۱۳۵۲)
- دیوید اسکس (۱۳۵۳)
- همه سرگرمی‌های نمایشگاه (۱۳۵۴)
- بیرون در خیابان (۱۳۵۵)
- طلا و عاج (۱۳۵۶)
- امپریال ویزارد (۱۳۵۸)
- عشق داغ (۱۳۵۹)
- بی با در آینده (۱۳۶۰)
- استیج (۱۳۶۱)
- زمزمه (۱۳۶۲)
- این یکی برای تو (۱۳۶۳)
- صحنه مرکزی (۱۳۶۵)
- لمس کردن روح (۱۳۶۸)
- کاور شات (۱۳۷۲)
- بازگشت به عقب (۱۳۷۳)
- یک شب در سینما (۱۳۷۶)
- اینجا ما همه با هم هستیم (۱۳۷۷)
- من هنوز باور دارم (۱۳۷۸)
- متشکرم (۱۳۷۹)
- شگفت‌انگیز (۱۳۸۰)
- برای همیشه (۱۳۸۱)
- غروب خورشید (۱۳۸۲)
- خوب می‌شود (۱۳۸۴)
- روز زیبا (۱۳۸۶)
- همیشه شاد (۱۳۸۷)
- بازتاب‌ها (۱۳۹۲)

## فیلم‌شناسی برگزیده
- زمان فوق‌العاده (1967)
- حمله (۱۹۷۱)
- همه مس‌ها هستند… (۱۹۷۲)
- آن روز خواهد بود (۱۹۷۳)
- غبار ستاره ای (۱۹۷۴)
- پیام رسان کریسمس (۱۹۷۵) (فیلم کوتاه) - (داستان سرا)
- اتوبوس بزرگ (۱۹۷۶)
- مسابقه رؤیای نقره ای (۱۹۸۰)
- رودخانه (۱۹۸۸)
- قبیله (۲۰۱۱)
- ایست‌اندرز (2011) (در نقش ادی مون)
- مسافر (۲۰۱۳)
- گوونرها (۲۰۱۴)